# Konrad Gallei
Konrad Gallei (* 1949 in Berlin) ist ein Abenteurer,  Faltboot-Spezialist, mehrfacher Buchautor, Reisejournalist und Vortragsdozent für Blockhüttenbau und Wildnisleben. Er verbrachte einen Großteil seiner Jugend in Berlin und entschied sich schon in jungen Jahren für ein Leben in und mit der Natur.
Er erlernte 1981 an der B. Allen Mackie School of Logbuilding in Prince George den traditionellen Blockhüttenbau nach kanadischem Vorbild. Mit diesen Kenntnissen zog es ihn in die Wälder
Kanadas, wo er sein eigenes Blockhaus baute und fünf Jahre lang lebte.
Heute lebt Konrad Gallei auf seinem sechs Hektar großen Kulturhof in Haunetal, welchen er nach ökologischen Gesichtspunkten bewirtschaftet. Dort lehrt er Interessenten die Kunst des Blockhausbaus und das Leben in der Wildnis.

## Laufbahn
Konrad Gallei war von 1968 bis 1971 Bergsteiger in subarktischen Gebieten, 1972 nahm er an einer Bergsteiger-Expedition in Spitzbergen teil, worüber zwei Jahre später eine Fernsehproduktion von der ARD entstanden ist. Durch seine langjährigen Expeditionen mit dem Hundeschlitten konnte er 1975 und 1976 Erfolge beim größten Hundeschlittenrennen in Europa erlangen.
Im Jahre 1978 unternahm er eine Kajakexpedition entlang der Ostküste Grönlands. Im darauffolgenden Jahr wanderte er auf indianischen Schneeschuhen quer durch die Hardanger-Vidda. 1983 unternahm er eine Suchexpedition im Inlandeis von Grönland.
In den fünf Jahren 1980 bis 1985 führte er ein autonomes Leben in seiner eigenhändig gebauten Blockhütte im Yukon-Territorium in Nordwestkanada. Danach leitete er eine Kajakexpedition an der Westküste Spitzbergens. 1987 unternahm er einen Ritt durch die größte Wildnis Europas, und 1989 bis 1995 leitete er Faltboot-Touren in Skandinavien.
Im Jahre 1982 lebte er in Berlin und hatte die Absicht wieder in sein Blockhaus nach Kanada zu ziehen, suchte jedoch eine Frau, die vor ihm dort hinfahren sollte. Mit und über diese Frau ist dann das Buch Blockhausleben entstanden.

## Publikationen
- Polarforscher heute (Selbstverlag)
- Süd-Norwegen (Badenia-Verlag)
- Schlittenhunde (Philler-Verlag)
- Blockhaus-Leben (Frederking & Thaler)
- Ost-Grönland (Badenia-Verlag)
- Im Banne der Arktis (Pietsch-Verlag)
- Ritt durch Lappland (Pietsch-Verlag)
- Buchreihe – Wasserwandern in Europa (Edition Gallei & Biczysko)

## TV-Filme und Reportagen
- "Spitzbergen – heute noch ein Abenteuer?" (SFB und ARD)
- "Kajakreise zu den Eskimos" (N3)
- "Ich glaube, es ist der reine Wahnsinn..." (RIAS-Berlin)